# 松永章
松永 章（まつなが あきら、1948年8月8日 - ）は、静岡県出身の元サッカー選手、サッカー指導者。ゴールへの嗅覚の鋭さから「ハイエナ」の異名で呼ばれたストライカーである。

## 経歴
1967年の藤枝東高校3年次にはキャプテンとして同校を戦後初となる選手権、高校総体、国体の3冠獲得に導き（なお、3年時の公式戦の記録は72戦70勝2分である）日本ユース代表に選出された。その後、早稲田大学を経て、1971年に日本サッカーリーグの日立製作所サッカー部に入部した。
日立では監督・高橋英辰の厳しい指導の下「走る日立」の異名で呼ばれたチームの中心選手として1972年の日本リーグ初制覇に貢献。また、得点ランキングにも常に顔を出し、釜本邦茂とは毎年激しい得点王争いを繰り広げ、2年連続で得点王（1972年、1973年）に輝いた。JSL通算82得点は釜本、碓井博行に次ぐ第3位。1974年第13節のトヨタ自動車工業サッカー部戦において、ダブルハットトリック（1試合6得点）を記録した。
1973年から1977年にかけて日本代表にも選ばれ1976年にはモントリオールオリンピック予選などに出場したが、同じポジション（純粋なセンターフォワード）に釜本邦茂がおり、また自身も肝心な時期に骨折に見舞われ、国際Aマッチは10試合出場の2得点であった。
引退後は母校の早稲田大学ア式蹴球部の監督を務め、1993年、1994年に全日本大学サッカー選手権大会、1996年に関東大学リーグ優勝に導いた。
2014年5月31日に開催された「サッカーレジェンドマッチ」に出場した。

## エピソード
- 父親の仕事の付き合いの関係で高校卒業後は、名古屋相互銀行に就職が内定していたが、周囲の反対を受け早稲田大学に進学した。大学在学中に名相銀サッカー部は弱体化し、大学卒業の時期には今度は勧誘を受ける事は無かった（のち2部落ちし解散）。就職の際には自身がファンであった東洋工業を希望していたが、早稲田の韓国遠征の際にコーチとして帯同していた高橋英辰の世話となった縁で日立入りを決めた。
- 1973年、日本人として初のブラジル留学（SEパルメイラス）をしたとされている。

## 所属クラブ
- 藤枝東高校
- 早稲田大学
- 1971年 - 1982年 日立製作所

## 個人成績
| 国内大会個人成績 | 国内大会個人成績 | 国内大会個人成績 | 国内大会個人成績 | 国内大会個人成績 | 国内大会個人成績 | 国内大会個人成績 | 国内大会個人成績 | 国内大会個人成績 | 国内大会個人成績 | 国内大会個人成績 | 国内大会個人成績 |
| 年度             | クラブ           | 背番号           | リーグ           | リーグ戦         | リーグ戦         | リーグ杯         | リーグ杯         | オープン杯       | オープン杯       | 期間通算         | 期間通算         |
| 年度             | クラブ           | 背番号           | リーグ           | 出場             | 得点             | 出場             | 得点             | 出場             | 得点             | 出場             | 得点             |
| 日本             | 日本             | 日本             | 日本             | リーグ戦         | リーグ戦         | JSL杯            | JSL杯            | 天皇杯           | 天皇杯           | 期間通算         | 期間通算         |
| ---------------- | ---------------- | ---------------- | ---------------- | ---------------- | ---------------- | ---------------- | ---------------- | ---------------- | ---------------- | ---------------- | ---------------- |
| 1971             | 日立             | 13               | JSL              | 11               | 4                | -                | -                |                  |                  |                  |                  |
| 1972             | 日立             | 13               | JSL1部           | 14               | 12               | -                | -                |                  |                  |                  |                  |
| 1973             | 日立             | 9                | JSL1部           | 18               | 11               |                  |                  |                  |                  |                  |                  |
| 1974             | 日立             | 9                | JSL1部           | 18               | 17               | -                | -                |                  |                  |                  |                  |
| 1975             | 日立             | 9                | JSL1部           | 18               | 15               | -                | -                |                  |                  |                  |                  |
| 1976             | 日立             | 9                | JSL1部           | 5                | 0                |                  |                  |                  |                  |                  |                  |
| 1977             | 日立             | 9                | JSL1部           | 15               | 4                |                  |                  |                  |                  |                  |                  |
| 1978             | 日立             | 9                | JSL1部           | 18               | 7                |                  |                  |                  |                  |                  |                  |
| 1979             | 日立             | 9                | JSL1部           | 18               | 2                | 2                | 1                | 4                | 2                | 24               | 5                |
| 1980             | 日立             | 6                | JSL1部           | 17               | 4                | 2                | 0                | 4                | 2                | 23               | 6                |
| 1981             | 日立             | 6                | JSL1部           | 16               | 4                | 0                | 0                | 0                | 0                | 16               | 4                |
| 1982             | 日立             | 6                | JSL1部           | 8                | 2                | 0                | 0                | 0                | 0                | 8                | 2                |
| 通算             | 日本             | 日本             | JSL1部           | 176              | 82               |                  |                  |                  |                  |                  |                  |
| 総通算           | 総通算           | 総通算           | 総通算           | 176              | 82               |                  |                  |                  |                  |                  |                  |

## その他
- JSL選抜チーム（1974年）1試合0得点

## 代表歴

### 出場大会など
- 1974 FIFAワールドカップ・アジア・オセアニア予選
- モントリオールオリンピック予選

### 試合数
- 国際Aマッチ 10試合 2得点(1973-1976)

| 日本代表 | 国際Aマッチ | 国際Aマッチ | その他 | その他 | 期間通算 | 期間通算 |
| 年       | 出場        | 得点        | 出場   | 得点   | 出場     | 得点     |
| -------- | ----------- | ----------- | ------ | ------ | -------- | -------- |
| 1973     | 3           | 0           | 6      | 1      | 9        | 1        |
| 1974     | 0           | 0           | 7      | 1      | 7        | 1        |
| 1975     | 0           | 0           | 0      | 0      | 0        | 0        |
| 1976     | 7           | 2           | 2      | 0      | 9        | 2        |
| 通算     | 10          | 2           | 15     | 2      | 25       | 4        |

### 出場
| No. | 開催日         | 開催都市   | スタジアム                 | 対戦相手   | 結果       | 監督   | 大会                 |
| --- | -------------- | ---------- | -------------------------- | ---------- | ---------- | ------ | -------------------- |
| 1.  | 1973年05月22日 | ソウル     |                            | 香港       | ●0-1       | 長沼健 | ワールドカップ予選   |
| 2.  | 1973年05月26日 | ソウル     |                            | イスラエル | ●0-1(延長) | 長沼健 | ワールドカップ予選   |
| 3.  | 1973年06月23日 | ソウル     |                            | 韓国       | ●0-2       | 長沼健 | 日韓定期戦           |
| 4.  | 1976年01月25日 | 東京都     | 国立霞ヶ丘競技場陸上競技場 | ブルガリア | ●1-3       | 長沼健 | 朝日国際サッカー大会 |
| 5.  | 1976年01月28日 | 大阪府     | 長居陸上競技場             | ブルガリア | △1-1       | 長沼健 | 朝日国際サッカー大会 |
| 6.  | 1976年02月01日 | 東京都     | 国立霞ヶ丘競技場陸上競技場 | ブルガリア | ●0-3       | 長沼健 | 朝日国際サッカー大会 |
| 7.  | 1976年03月17日 | 東京都     | 国立霞ヶ丘競技場陸上競技場 | フィリピン | ○3-0       | 長沼健 | オリンピック予選     |
| 8.  | 1976年03月27日 | ソウル     |                            | 韓国       | △2-2       | 長沼健 | オリンピック予選     |
| 9.  | 1976年03月31日 | ソウル     |                            | イスラエル | ●0-3       | 長沼健 | オリンピック予選     |
| 10. | 1976年04月11日 | テルアビブ |                            | イスラエル | ●1-4       | 長沼健 | オリンピック予選     |

### 得点数
| # | 年月日        | 開催地                 | 対戦国     | スコア | 結果 | 試合概要               |
| - | ------------- | ---------------------- | ---------- | ------ | ---- | ---------------------- |
| 1 | 1976年1月28日 | 日本、大阪市           | ブルガリア | 1-1    | 引分 | 親善試合               |
| 2 | 1976年4月11日 | イスラエル、テルアビブ | イスラエル | 1-4    | 敗戦 | モントリオール五輪予選 |

## 指導歴
- 早稲田大学ア式蹴球部　監督

## 著書
- 松永章 -『最後に勝つサッカー ハイエナと呼ばれた得点王』（日貿出版社）1987